# Bresilia antipodarum
Bresilia antipodarum is een garnalensoort uit de familie van de Bresiliidae. De wetenschappelijke naam van de soort is voor het eerst geldig gepubliceerd in 1990 door Bruce.